# Malaussène
Malaussène é uma comuna francesa na região administrativa da Provença-Alpes-Costa Azul, no departamento Alpes Marítimos. Estende-se por uma área de 19,48 km², com 173 habitantes, segundo os censos de 1999, com uma densidade de 8 hab/km².